# José Luis Roldán
José Luis Roldán Carmona (La Zubia, 13 november 1985) is een Spaans wielrenner die anno 2012 uitkomt voor Andalucía. Anno 2012 heeft hij nog geen professionele overwinningen behaald.

## Grote rondes
| Jaar | Ronde van Italië | Ronde van Frankrijk | Ronde van Spanje |
| ---- | ---------------- | ------------------- | ---------------- |
| 2009 |                  |                     |                  |
| 2010 |                  |                     |                  |
| 2011 |                  |                     | 98e              |
| 2012 |                  |                     |                  |